# Table Rock (Wyoming)
Table Rock è una città fantasma della contea di Sweetwater nello Stato del Wyoming. Era un census-designated place al censimento del 2000, con una popolazione di 82 abitanti, ma al censimento del 2010 la popolazione era scesa a 0 abitanti.

## Storia
Table Rock fu costruita alla fine degli anni 1970 dalla Colorado Interstate Gas (CIG) come città aziendale, per ospitare i lavoratori durante un boom di aree e carenza di alloggi. Fu costruita appena a nord dell'impianto di lavorazione del gas naturale della compagnia. La CIG fornì agli impiegati tre o quattro camere da letto gratuitamente e costruì un centro sociale. Il villaggio cominciò a cadere in declino dopo che la El Paso Corp. acquisì la CIG nel 2001. Nel 2003, la fabbrica e la città furono acquistate dalla Anadarko Petroleum Corporation, che decise allora di non gestire il villaggio. Table Rock fu chiusa nel luglio 2003. Le unità abitative furono vendute a sviluppatori immobiliari, e alcuni di loro si trasferirono a Rock Springs.
Le case rimanenti furono demolite alla fine dell'agosto 2011, lasciando il centro sociale come l'unica struttura in piedi sul sito del villaggio, e venne programmato per essere spostato.